# ビョウタケ
ビョウタケ（鋲茸、学名: Bisporella citrina）は、ビョウタケ科ビョウタケ属に属する菌類（子囊菌）。英語圏ではyellow fairy cups、lemon disco等として知られる。腐生菌である。日本語名のビョウタケの名は、この菌の姿が鋲に似ていることからついたものである。食用不適。

## 分布・生態
日本各地、および温帯域を中心に汎世界的に分布する。
木材腐朽菌。ほとんど一年中見られ、主に春から秋にかけて、各種林内の朽木や落ちた枝に群生する。

## 形態
子実体はごく小さく、短い柄があり上部は浅い皿状。傘（子囊盤）の直径は1 - 3ミリメートル (mm) 以下である。傘は円形で滑らかであり、上面はほとんど平らで、全体に明るい橙黄色である。粘性はない。傘は時間経過と共に巻き上がっていき、色は薄くなっていく。傘の下面中央につく逆三角形の柄は、白くて短いが、柄がないこともある。外皮層は矩形菌糸組織からなり、その菌糸側壁はガラス様。
側糸は糸状で、隔壁を有し、径は1 - 2マイクロメートル (μm) 。子囊胞子は大きさ9-14×3-5μmの長楕円形、無色、成熟するとしばしば隔壁が形成され2細胞になる。

## 類似する種
形がよく似た近縁種が多く、識別には顕微鏡が必要である。
同属のモエギビョウタケ（萌葱鋲茸、学名: Bisporella sulfrina)は、子実体の黄色みがより鮮やかで、ビョウタケ同様に材上に発生する。胞子が小形である。ニセビョウタケ（偽鋲茸、学名: Hymenoscyphus sulcatus）は別の属に分類されるが外観はきわめて似ており、胞子の形状（しばしば両端に短い鞭状突起がある）や子実体の組織構造を詳細に観察しないと同定を誤ることがある。ただし、ニセビョウタケは、草本植物の枯れ茎などに発生する場合が多い。
またよく似たニセキンカクアカビョウタケ（偽菌核赤鋲茸、学名: Dicephalospora rufocornea)も、枯れた材の上に発生する点でも共通しているが、子実体がオレンジ色で上部が窪まない。胞子が細長い円筒状から紡錘状をなすとともに、その両端に粘着物質の小塊を有すること・子実体の柄の基部に黒い塊状の菌糸組織を生じることで区別され、別科（キンカクキン科）に分類されている。